# EBay
eBay Inc. (произнася се и-бей) е северноамериканска интернет компания, притежаваща едноименния сайт за онлайн търговия.
Стоките са предлагани под формата на търг (наддаване) или директна продажба на установена цена. Участници са както частни лица, така и големи фирми. Всички те имат възможността да продават или купуват стоки чрез eBay. Стоките могат да бъдат, както нови, така и употребявани (втора ръка). eBay е известен с това, че цената на доста от стоките (също така и новите) е значително по-ниска от пазарната.
Търговията се осъществява по цял свят, начините за заплащане са няколко вида. Най-новият и сигурният от тях е PayPal, останалите са добре познатите банков превод, пощенски запис и с кредитна карта, дори и заплащане на ръка при лично приемане на стоката. Закупеният продукт се изпраща от продавача в установен срок най-вече по поща или чрез куриер (различни фирми в различните държави, като напр. DHL, FedEx или др.), като в зависимост от разстоянието може да отнеме от 1 ден до 2 седмици. eBay търговията съществува почти във всички развити държави, като всяка от тях има отделен уебсайт и домейн, във всички случаи на собствения език и практически е независима от останалите.

## История
На 4 септември 1995 г. в Сан Хосе (щат Калифорния) програмистът Пиер Омидяр създава онлайнов търг под името AuctionWeb като част от личния си уеб сайт.
Първият предмет, продаден чрез AuctionWeb, е развалената лазерна показалка на Омидяр, за която е заплатена сумата от 13,83 щ.д. Пиер се свързва с купувача и го пита дали той е разбрал, че показалката е развалена. В писмен отговор купувачът обяснил: „Аз съм колекционер на развалени лазерни показалки.“
Първоначално AuctionWeb е напълно безплатен, и постепенно започва да привлича продавачи и купувачи. Към края на 1995 г. чрез сайта се провеждат хиляди търгове.
Днешното си название компанията получава през септември 1997 г. През следващите години тя се развива от търговска платформа C2C, имаща характер на „битак“ (англ. Flea market), до платформа B2C, използвана както от физически, така и от юридически лица.
През април 2002 г. броят на потребителите на eBay по цял свят превишава 200 милиона, като непрекъснато се увеличава.

## Стоки предлагани в eBay
Милиони стоки като: автомобили, много видове техника и електроника, всякакви предмети за бита, мебели, дрехи, аксесоари, обувки, чанти, спортни стоки, книги, филми, музика, музикални инструменти, хардуеър, софтуер, компютърни и видео игри, играчки, редки предмети с антикварна стойност, произведения на изкуството, различни видове специално оборудване, всякакви екипировки, бижута, храна, напитки, алкохол, цигарени изделия, билети (спорт, музика, кино и др.), специална техника – машини и приспособления за индустрията, промишлеността, медицината, занаятчийството и други сфери, стоки свързани с отглеждането на домашни любимци, също така и предложения за пътуване, екскурзии, дори и недвижими имоти.

## Необикновени продажби
- През май 2005 г. старият Volkswagen Golf, принадлежал дотогава на кардинал Йозеф Ратцингер (месец преди това избран за римски папа Бенедикт XVI), е продаден за 188,93 хил. евро. Купува го е казиното Golden Palace[1].
- През септември 2004 г. притежателят на MagicGoat.com продава съдържанието на кошчето си за отпадъци на учителя по изкуствата в средно училище, учениците на което написват есе за този боклук[2].
- Водата, която, както се твърдяло, е останала в чашката на Елвис Пресли, която чашка той е взел със себе си на концерт в Северна Каролина през 1977 г., е продадена за 455 щ.д.[3]
- Калифорнийският град Бриджвил три пъти е предлаган на търг. През 2002 г. той е продаден за 1,77 млн. щ.д., но след оглед на купената „стока“ купувачът се отказва от сделката. През 2006 г. друг притежател го предлага на търг за 1,75 млн. щ.д. През 2007 г. поредният притежател в течение на няколко месеца се опитва да го продаде за 1,3 млн. щ.д.